# 勇者斗恶龙怪兽篇 仙境之光
《勇者斗恶龙怪兽篇 仙境之光》是史克威尔艾尼克斯授权Cygames开发并于2014年1月在日本推出的电子角色扮演游戏，为勇者斗恶龙怪兽系列的作品之一。游戏对应Android和iOS平台，是首部原生智能手机勇者斗恶龙游戏。
如同其他勇者斗恶龙怪兽作品，游戏中玩家探索迷宫，收集并培养怪兽，和敌对怪兽战斗并完成各种任务。游戏还支持和其他玩家对战。
本作是勇者斗恶龙系列首部官方本地化的作品，由移动怪兽代理，2015年2月于台湾、香港和澳门推出。

## 玩法
《勇者斗恶龙怪兽篇 仙境之光》是一款电子角色扮演游戏。如同勇者斗恶龙怪兽篇的其他作品，玩家在游戏中组建一支怪兽队伍并探索迷宫，打倒敌人积累经验值后升级。玩家可以养成、合成与转生怪物，转生的怪物会进化级别（如从S到SS）。除了完成任务外，玩家还可以组队在竞技场斗战，或是好友间对战。游戏战斗采用回合制。

## 开发
如同系列大多作品，堀井雄二担任游戏总监，漫画家鸟山明设计角色，椙山浩一为游戏配乐。游戏制作人由参与系列多部游戏创作的柴贵正担任。
本作是系列首款原生智能手机游戏，再设计中应用了手机触控、滑动的特性，同时考虑了玩家可能用几分钟零散时间游玩的情况。
2013年12月6日，游戏官方网站成立，并展示了部分游戏性信息。游戏于2014年1月23日为日本Android和iOS用户推出。
中文官方网站于2015年1月22日曝光，标志游戏将推出中文版。在1月29日的台北国际电玩展上，堀井雄二和柴贵正宣布本作将成为系列首款中文化的作品，繁体中文版代理商游戏怪兽的执行长也做了讲话。柴贵正表示，之所以将本作作为首款中文化游戏，是因为智能手机游戏引入门槛较游戏机游戏低，选择台湾市场则是因为和日本文化较为接近，接受程度高。游戏的专有名词翻译由台日两地工作人员协商，并经过官方批准。2月17日，游戏于台港澳区域开放下载。

## 评价
游戏上架2日登上日本iPhone软件销量榜第三位，4日内下载量突破100万。推出近四个月后达到500万下载量，11个月后突破1000万下载。